# Susanna

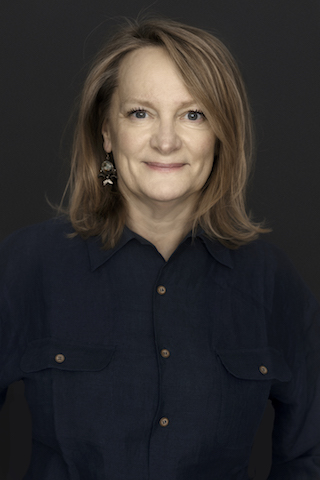
Susanna Popova, 2017.

Susanna är ett kvinnonamn med hebreiskt ursprung och som i sin tur går tillbaks till ett egyptiskt ord som betyder "lilja". Det persiska ordet för lilja är susan, som också är ett vanligt persiskt kvinnonamn.
Namnet har använts i Sverige sedan 1200-talet, och kom in i almanackan i början av 1700-talet. Under 1900-talet blev den franska formen av namnet, Susanne, istället allt vanligare och är idag fyra gånger så vanlig. Susanna hade en viss uppgång under 1970- och 1980-talet, men är nu[när?] på väg nedåt i listorna igen. Det fanns 31 december 2009 totalt 13 007 personer i Sverige med förnamnet Susanna, varav 6 598 hade det som tilltalsnamn. År 2003 fick 97 flickor namnet, varav 16 som tilltalsnamn.
Namnsdag i Sverige: 11 augusti sedan 1706. I den finlandssvenska namnsdagslängden har Susanna namnsdag 11 augusti sedan starten 1929, då en egen namnsdagskalender togs i bruk för finlandssvenskar. Från 2000 finns också parallellformen Susanne i den finlandssvenska namnsdagskalendern.

## Personer med namnet Susanna
- Susanna (Bibeln)
- Susanna (helgon)
- Susanna Agnelli - italiensk politiker
- Susanna Angéus Kuoljok - svensk språkforskare
- Susanna Alakoski - sverigefinsk författare
- Susanna Clarke - brittisk författare
- Susanna Marie Cork, SuRie - brittisk sångerska
- Susanna Haavisto - finländsk skådespelerska och sångerska
- Susanna Hoffs - amerikansk sångerska och gitarrist
- Susanna Kallur - svensk häcklöpare
- Susanna Kaysen - amerikansk författare
- Susanna Mälkki - finländsk cellist
- Susanna Pettersson - finländsk konsthistoriker, curator, överintendent
- Susanna Popova - svensk journalist och författare
- Susanna Ramel - svensk friherrinna, skådespelerska, sångerska, rörelseterapeut
- Susanna M. Salter - amerikansk politiker och borgmästare
- Susanna Tamaro - italiensk författare
- Susanna Wallumrød - norsk sångerska
- Susanna Östberg - svensk skådespelerska
- Suzzanna - indonesisk skådespelerska
- Suzannah Ibsen - författare och fru till Henrik Ibsen